# George Eastham
George Edward Eastham (ur. 23 września 1936 w Blackpool, zm. 20 grudnia 2024) – angielski trener i piłkarz, który występował na pozycji pomocnika lub napastnika. W trakcie swojej kariery reprezentował barwy takich klubów jak Ards, Newcastle United, Arsenal i Stoke City. W 1966 roku wraz z reprezentacją Anglii zdobył mistrzostwo świata. Po zakończeniu kariery przez krótki czas prowadził Stoke City.

## Sukcesy

### Klubowe
Anglia
- Mistrzostwo świata: 1966

Stoke City
- Puchar Ligi Angielskiej: 1971/72

### Indywidualne
- PFA Merit Award: 1976[2]
- Oficer Orderu Imperium Brytyjskiego (OBE)